# Distrito de Inguilpata
El distrito de Inguilpata es uno de los veintitrés distritos de la Provincia de Luya, ubicado en el Departamento de Amazonas, en el norte del Perú más conocido como flor del cerro. Limita por el norte con el distrito de Lonya Chico; por el este con la provincia de Chachapoyas; por el sur con el distrito de Colcamar y; por el oeste con el distrito de Ocalli y el distrito de Ocumal.
Desde el punto de vista jerárquico de la Iglesia católica forma parte del Diócesis de Chachapoyas.

## Historia
El distrito fue creado el 21 de octubre de 1942 mediante Ley N.º 9633, en el primer gobierno del Presidente Manuel Prado Ugarteche.

## Geografía
Abarca una superficie de 118,04 km² y tiene una población estimada mayor a 700 habitantes. 
Su capital es el pueblo de Inguilpata. 

### Pueblos y caseríos del distrito de Inguilpata
| - Inguilpata - Shanico - Viella - Retama - Cashapampa - Hornopampa | - Huasicunga - Huayllaconga - Alferjas Pampa - Angulo - Osicopampa o Visalot - Lucma | - Mio Pucro - Chacra Colorada - La Paccha - Utcubamba - Chiquial |

La mayoría de los pueblos y caseríos del distrito de Inguilpata están ubicados en la montaña alta, algunos también a orillas del río Utcubamba.

## Autoridades

### Municipales
- 2015 - 2018[2]
  - Alcalde: Felipe Amador Herrera Santillán, de Obras Por Amazonas.
  - Regidores:

  1. Manuel Jesús Mendoza Villanueva (Obras Por Amazonas)
  2. Pedro Ángel Zagaceta Reyna (Obras Por Amazonas)
  3. Leivis Chuquizuta Guevara (Obras Por Amazonas)
  4. Hjelen Elisabet Meza Zuta (Obras Por Amazonas)
  5. Nicanor Vela Zuta (Alianza para el Progreso)

### Religiosas
- Obispo de Chachapoyas: Monseñor Emiliano Antonio Cisneros Martínez, OAR.

## Festividades
Las fiestas patronales de la capital Inguilpata se celebran del 25 al 30 de agosto, en honor a Santa Rosa de Lima. y señor Santisimo.
En estos días presentan diferentes actividades como la procesión de los santos patrones, el festival del guarapo, exposición de platos típicos, campeonatos deportivos, elección de la miss Inguilpata, fiesta en la plaza de armas, almuerzo de camaradería, voto de los mayordomos y la fiesta central con orquesta, entre otros.

## Platos típicos
Como platos típicos tenemos el Purtumote, el mote, el locro de mote pelado con frejol, el locro de trigo con cuero reventado, el locro de chochoca, el locro de chiclayo verde, el locro de col con frejol, el chicharron con mote y el cuy con papas, entre otros la conserva de frejol y de chiclayo, los panes artesanales y como bebidas típicas el guarapo y la chicha fresca.

## Atractivos
Valle de Huaylla Belen, la laguna de Dushac, los sarcófagos de Dushaj, las cavernas de Tabacal, La Común "Paisaje Forestal".